# Morelia (hüllőnem)
A Morelia a hüllők (Reptilia) osztályának pikkelyes hüllők (Squamata) rendjébe, ezen belül a pitonfélék (Pythonidae) családjába tartozó nem.

## Előfordulásuk
A Morelia-fajok Pápua Új-Guineában, Ausztráliában és Indonézia egyes szigetein fordulnak elő.

## Rendszertani felosztása
A nembe az alábbi 7 élő faj és 1 fosszilis faj tartozik:
- Boelen-piton (Morelia boeleni) (Brongersma, 1953)
- közép-ausztrál piton (Morelia bredli) (Gow, 1981)
- érdes pikkelyű piton (Morelia carinata) (Smith, 1981) - típusfaj
- Tanimbar-piton (Morelia nauta) (Harvey, Barker, Ammerman & Chippindale, 2000)
- Oenpelli-piton (Morelia oenpelliensis) (Gow, 1977)
- szőnyegmintás piton (Morelia spilota) (Lacépède, 1804)
- smaragdzöld piton (Morelia viridis) (Schlegel, 1872)
- †Morelia riversleighensis